# District de Barjols
Le district de Barjols est une ancienne division territoriale française du département du Var de 1790 à 1795.
Il était composé des cantons de Barjols, Aiguines, Aups, Cotignac, Entrecasteaux, Ginasservis, La Verdière, Régusse, Saint-Julien et Tavernes.